# واسكاتينو (ألبرتا)
واسكاتينو (بالإنجليزية: Waskatenau)‏ هي قرية تقع في كندا في ألبرتا. يقدر عدد سكانها بـ 255 نسمة ومساحتها 0.60 كم2 وترتفع عن سطح البحر 362 متر.